# FC Waereghem Sportief
FC Waereghem Sportief was een Belgische voetbalclub uit Waregem. De club sloot in augustus 1925 aan bij de KBVB met stamnummer 552. 
In 1946 fuseerde de club met Red Star Waregem en vormde zo KSV Waregem.

## Geschiedenis
De club werd in 1925 opgericht met de benaming Waereghem Sportif, die naam werd in 1935 gewijzigd naar FC Waereghem Sportief. De club speelde in groen en rood en had Het Leeuwken als zijn thuisterrein.
De club begon op het tweede provinciale niveau, maar stootte meteen door naar de hoogste afdeling in West-Vlaanderen.
Het eerste seizoen verliep vrij moeilijk, maar daarna gooide Sportief ook in deze reeks hoge ogen en na vijf opeenvolgende seizoenen in de top vijf, beukte de club de poort naar de nationale afdelingen open in 1932 toen men kampioen van West-Vlaanderen werd.
Het eerste seizoen wist men een negende plaats te behalen, meteen het beste resultaat uit de clubgeschiedenis, maar in 1933-1934 liep het mis en moest Sportief terug naar de provinciale reeksen.
De gloriedagen waren voorbij, in de tweede helft van de jaren dertig kreeg de club het steeds moeilijker in de hoogste provinciale reeks en in de oorlogsjaren belandde men zelfs een reeksje lager.
In 1945-1946, het laatste jaar van de club voor de fusie met Red Star Waregem, eindigde Waereghem Sportief als tweede in de tweede provinciale reeks. Het stamnummer van beide clubs verdween in die tijd bij een fusie en fusieclub KSV Waregem kreeg een eigen stamnummer.